# 후나코시 가지시로

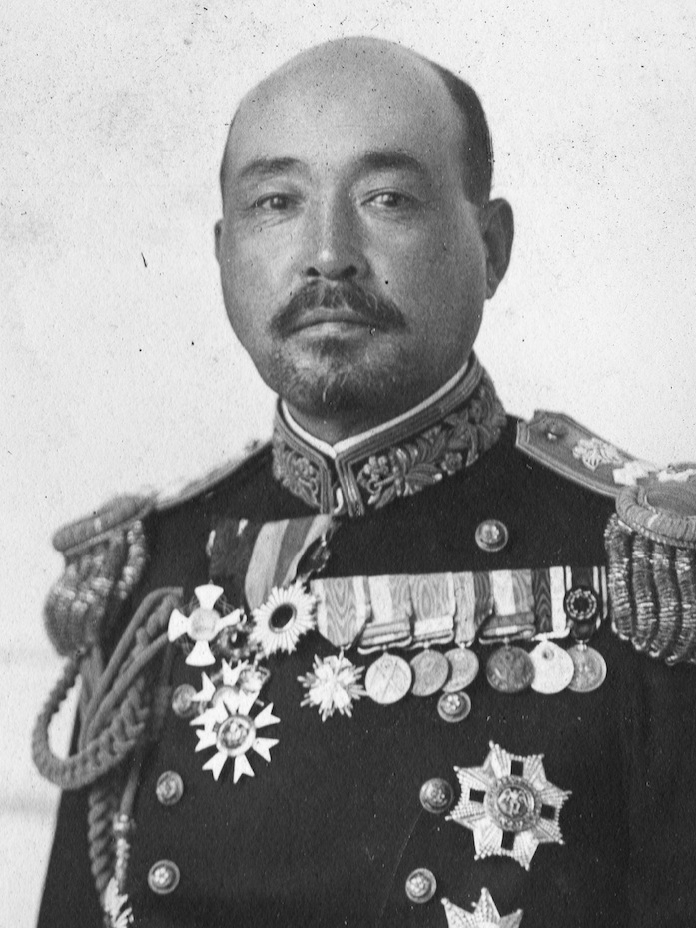
후나코시 가지시로

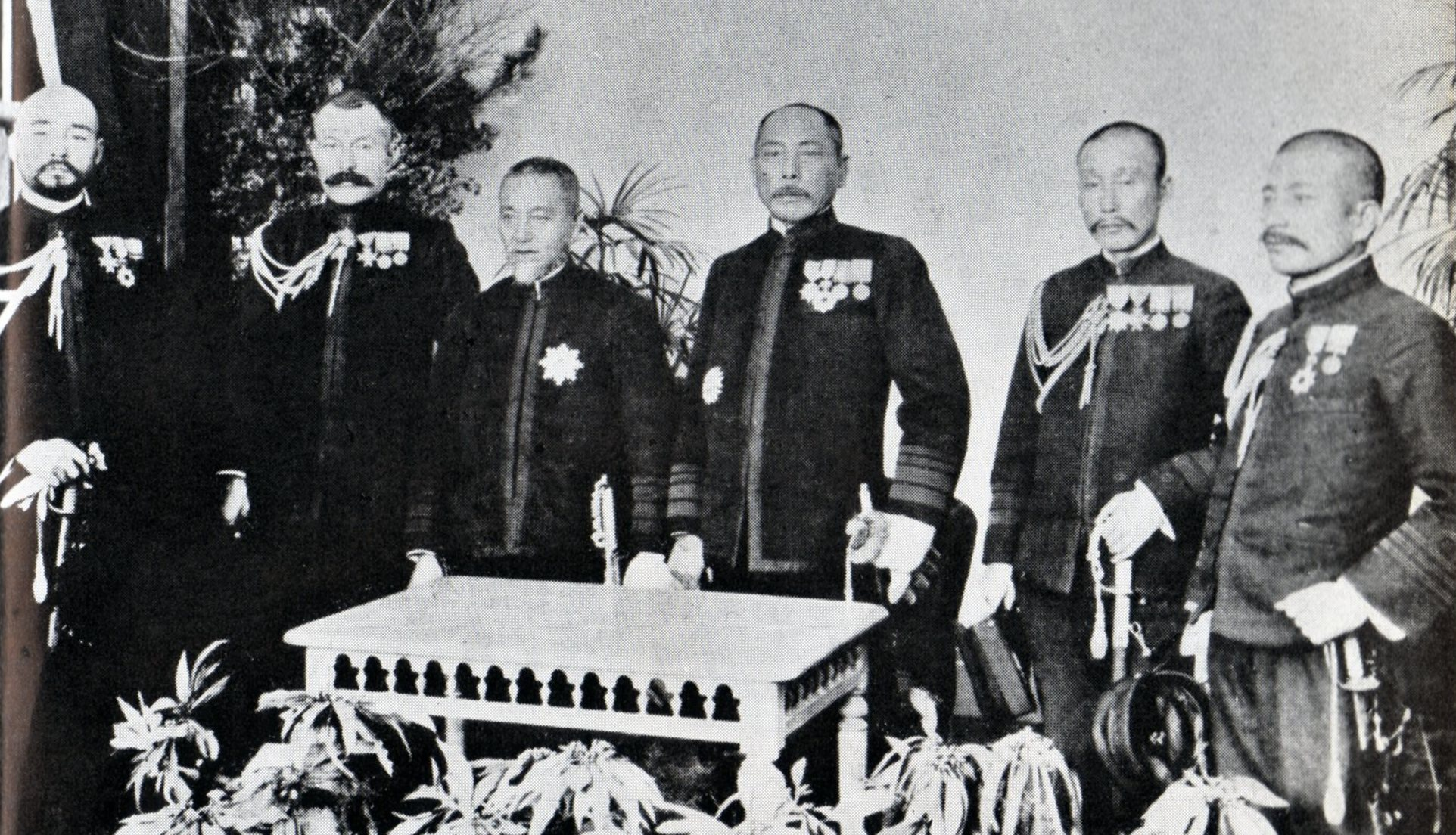
연합함대 수뇌부. 왼쪽부터 후나코시 가지시로, 시마무라 하야오, 도고 헤이하치로, 가미무라 히코노조, 가토 도모사부로, 아키야마 사네유키

후나코시 가지시로(舟越楫四郎)는 일본 제국의 해군군인이다. 최종 계급은 해군 중장.